# NGC 7426
NGC 7426 је елиптична галаксија у сазвежђу Гуштер која се налази на NGC листи објеката дубоког неба.
Деклинација објекта је + 36° 21' 44" а ректасцензија 22h 56m 3,0s. Привидна величина (магнитуда) објекта NGC 7426 износи 12,4 а фотографска магнитуда 13,4. NGC 7426 је још познат и под ознакама UGC 12256, MCG 6-50-12, CGCG 515-12, near SAO 72851, PGC 70042.